# Список докинематографических устройств для записи и воспроизведения движущихся изображений
Настоящий список носит рабочий характер. В список включены известные устройства XIX века, в той или иной степени аналогичные записывающе-воспроизводящей синематографической камере братьев Огюста и Луи Люмьеров.
- 180 год н. э. — первые упоминания о появившемся в Китае «зоотропе».
- 1823 — «стробоскоп» Жозефа Плато.
- 1825 — «тауматроп», созданный «на спор» Джоном Гершелем.
- 1828 — «анортоскоп» Жозефа Плато.
- 1832 — «фенакистископ» того же изобретателя.
- 1868 — Джон Бернс Линнет запатентовал «кинеограф».
- 1877 — «праксиноскоп», усовершенствованный Эмилем Рейно зоотроп. В 1888 году усовершенствован для проецирования на экран «оптического театра». Начиная с 1892 года Рейно показывал публично нарисованные им самим мультипликационные фильмы продолжительностью от 10 до 15 минут.
- 1878 — опыт Мэйбриджа по последовательной скоростной съёмке бега лошади 24 фотоаппаратами. Позднее он же изобрёл зупраксископ, в котором использовал полученные фотографии движения.
- 1889 — «кинетограф», созданный компанией Эдисона аппарат для записи на целлулоидную 35-мм киноплёнку движущегося изображения. Просмотр записи осуществлялся через окуляр «кинетоскопа». Полная реализация в 1892 году. Аппарат выпущен в продажу в 1894 году. Также разрабатывался вариант с синхронизированной записью звука — «кинетофон».
- 1892 — «биоскоп» Макса Складановского в Германии.
- 1894 — «паноптикон» Вудвила Латама, система съёмки и воспроизведения широкоэкранного (1,85:1) движущегося изображения.
- 1895 — «кинематограф», записывающе-воспроизводящая камера братьев Огюста и Луи Люмьеров.
- 1895 — «мутоскоп» Германа Каслера, устройство, предназначенное для просмотра фильмов через окуляр, функционально аналогичное Эдисоновскому «кинетоскопу», но отличавшееся от него конструктивно.
- 1895 — «эйдолоскоп» Вудвила Латама, усовершенствованный «паноптикон».
- 1895 — «фантаскоп» (он же «вайтаскоп») Чарлза Фрэнсиса Дженкинса (англ. Charles Francis Jenkins) и Томаса Армата (англ. Thomas Armat) — усовершенствованный «кинетоскоп» Эдисона.
- 1895 — «кинеоптикон» Бирта Акреса и Уильяма Поля, первая рабочая 35 мм камера в Великобритании.
- 1896 — «байограф» (The Biograph) Германа Каслера, вариант «кинетоскопа» Эдисона.
- 1896 — «биограф» (Biographe) Жоржа Демени, версия кинокамеры.
- 1896 — «театрограф» (он же «аниматограф») Бирта Акреса и Уильяма Поля, версия кинопроектора.
- 1896 — «проджектоскоп» или «проецирующий кинетоскоп» Эдисона, пришедший на смену «вайтаскопу».